# Telesterion

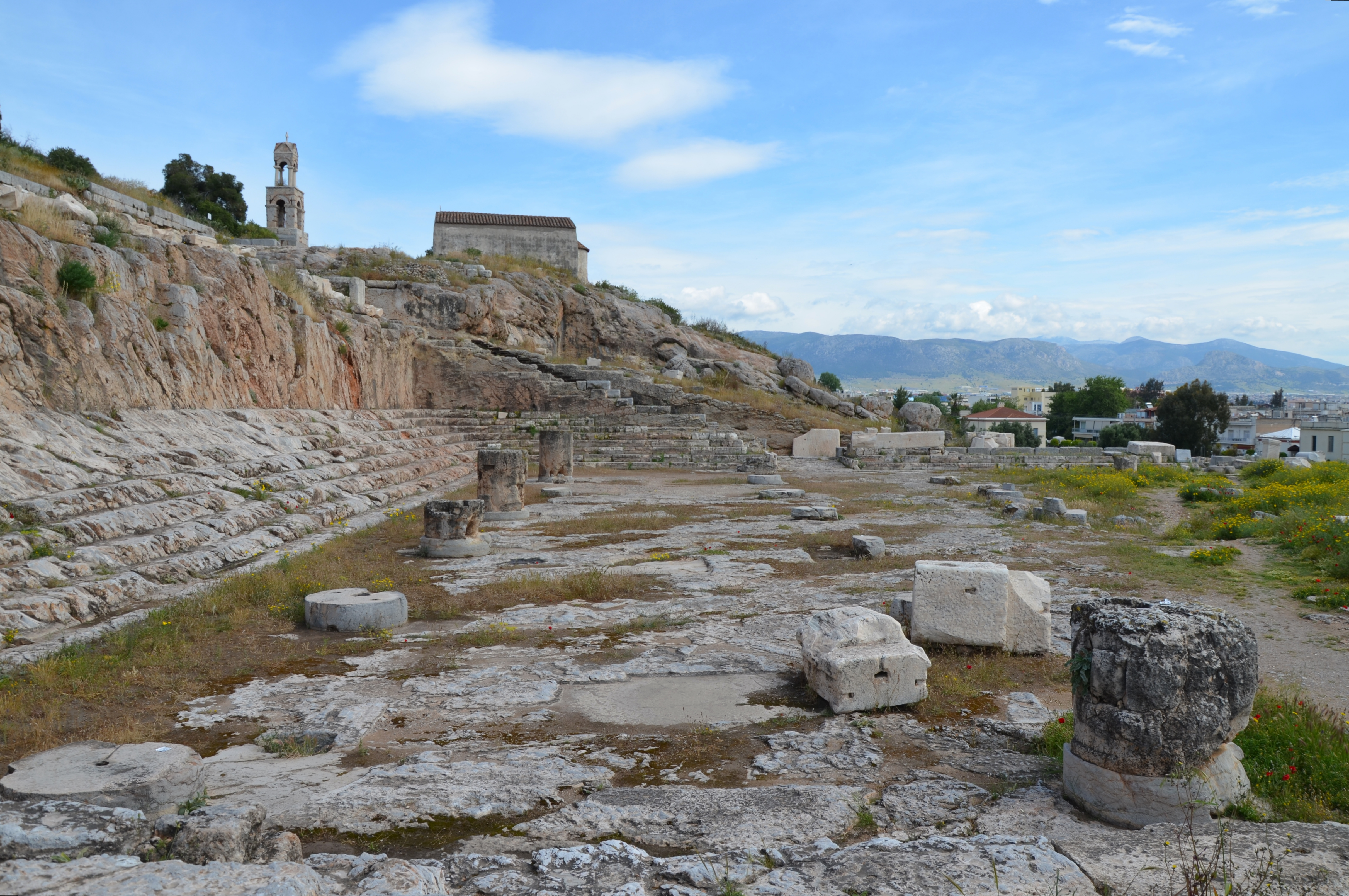
Sitio del Telesterion. Eleusis, Grecia.

El Telesterion («sala de iniciación», de «τελείω»: «llenar», «completar, «consagrar», «iniciar») fue una gran sala para la iniciación en los misterios de Eleusis. 
Como clímax en las ceremonias de Eleusis, los iniciados entraban en el Telesterion, se les mostraban las sagradas reliquias de Deméter y las sacerdotisas revelaban las visiones obtenidas durante la "noche santa" (probablemente un fuego que representaba la posibilidad de la vida después de la muerte). Esta era la parte más secreta de los Misterios y aquellos que habían sido iniciados tenían prohibido hablar nunca de los hechos que tenían lugar en el Telesterion.
Fue destruido por los persas y reconstruido posteriormente por Pericles. 
Situado en Grecia, a unos 20 km de Atenas, fue uno de los más grandiosos ejemplos de sala hipóstila helénica. En su última fase se configuró como un edificio cuadrangular de unos 51,20 x 52,55 m. Constaba de 42 columnas distribuidas en hileras. Su techumbre nos es desconocida, pero es muy probable que fuera una estructura de armadura en madera, con una torre linterna que permitía la entrada de luz al interior del edificio. Estaba rodeado de gradas que daban cabida a los iniciados. Se estima que en el siglo V a. C. podía acoger a 3000 personas en sus gradas. En el Telesterion tenía lugar el clímax de los misterios mayores de Eleusis, aunque no tenemos noticia de lo que allí sucedía realmente, solo hipótesis basadas en indiscreciones ofrecidas por cristianos o metáforas de filósofos.

## Fases
- 1. En época micénica existía ya un pequeño centro sagrado.

- 2. En tiempos de Pisístrato (c. 525 a. C.), el edificio había adoptado ya forma cuadrangular y estaba rodeado de graderíos destinados a albergar a los fieles iniciados. En tiempos de Cimón se llevó a cabo una ampliación que no concluyó.

- 3. Ictino, el arquitecto del Partenón, proyectó un grandioso edificio: con 20 columnas dispuestas de forma concéntrica en dos hileras de 14, cerca de las gradas, y de 6 que flanqueaban el sancta sanctorum o anaktoron en forma de naiskos. Sin embargo el proyecto se abandonó por el citado anteriormente.

- 4. Corebo terminó, hasta el arquitrabe, la última fase del alzado.

- 5. Metágenes y Jenocles lo finalizaron.

- 6. En el 330 a. C. , Filón añadió un pórtico de 12 columnas dóricas con dos columnas en ángulo, completando la majestuosidad del edificio.[1][3][4][5]

- 7. A finales del siglo II, el Telesterion fue reconstruido por orden del emperador romano Marco Aurelio.[6]

- 8. Fue destruido en el siglo IV por los godos al mando de Alarico, recién convertido al cristianismo.[7]

## Usos
El Telesterion era una estructura de primordial importancia, donde se realizaba parte de la iniciación a los Misterios.

Según Heródoto (Historias 8.65), “...cualquiera que lo desee, de toda Atenas o de cualquier otro lugar, puede iniciarse en los misterios...”.

El público asistía o participaba en las cosas que se decían, representaban y revelaban. Independientemente de lo que comprendieran los Misterios ya fueran apariciones, recreaciones o representaciones rituales. 

## Lugares relacionados
Se ha encontrado un referente claro a este tipo de salas hipóstilas en las apadanas aqueménidas. Salvando las dimensiones, en ambos casos se trata de lugares de reunión: en el caso persa relacionado con la ceremonia de los banquetes; en el caso de Eleusis con los misterios cuyo clímax tenía lugar en el Telesterion tras un complejo ritual. El mismo tipo arquitectónico también se observa en otros lugares de reunión helénicos como el Odeón construido por Pericles en Atenas, y el Tersillo de Megápolis, en Arcadia.